# 亚历山大·贝里斯特伦
亚历山大·贝里斯特伦（瑞典語：Alexander Bergström，1986年1月18日—），瑞典男子冰球运动员，场上位置是前锋。他曾代表瑞典国家队参加2018年冬季奥林匹克运动会冰球比赛，获得第5名。